# Dusona holmgrenii
Dusona holmgrenii är en stekelart som först beskrevs av Dalla Torre 1901.  Dusona holmgrenii ingår i släktet Dusona och familjen brokparasitsteklar. Arten är reproducerande i Sverige. Inga underarter finns listade i Catalogue of Life.